# Ugo Pistolesi
Ugo Pistolesi (La Rotta, 29 dicembre 1883 – Celle Ligure, 17 gennaio 1974) è stato un tiratore a segno italiano.

## Biografia
Nato nel 1883 a La Rotta, frazione di Pontedera, in provincia di Pisa, nel 1935 fu medaglia d'argento ai Mondiali di Roma nella pistola 50 m a squadre, insieme a Giancarlo Boriani, Bosforo Capone, Carlo Maresca e Stefano Margotti, terminando dietro solo alla Svizzera.
A 52 anni partecipò ai Giochi olimpici di Berlino 1936, nella pistola 50 m, chiudendo 36º con 502 punti.

## Palmarès

### Mondiali
- 1 medaglia:
  - 1 argento (pistola 50 m a squadre a Roma 1935)